# Підлузький заказник
Підлузький — ботанічний заказник місцевого значення. Об'єкт розташований на території Дубечненської сільської громади Ковельського району Волинської області, на північний захід від с. Любохини, ДП «Старовижівське ЛГ», Любохинівське лісництво, квартал 29, виділи 4, 5, 6.
Площа — 21,6 га, статус отриманий у 1980 році згідно з рішенням Волинської обласної ради народних депутатів від 30.12.1980, № 493.
Охороняється ділянка соснового лісу у заплаві річки Прип'ять. У трав'яному ярусі зростають журавлина болотяна, багно звичайне, лохина, сфагнові мохи, хвощ лісовий, ожика волосиста, веснівка дволиста, квасениця звичайна.

## Галерея

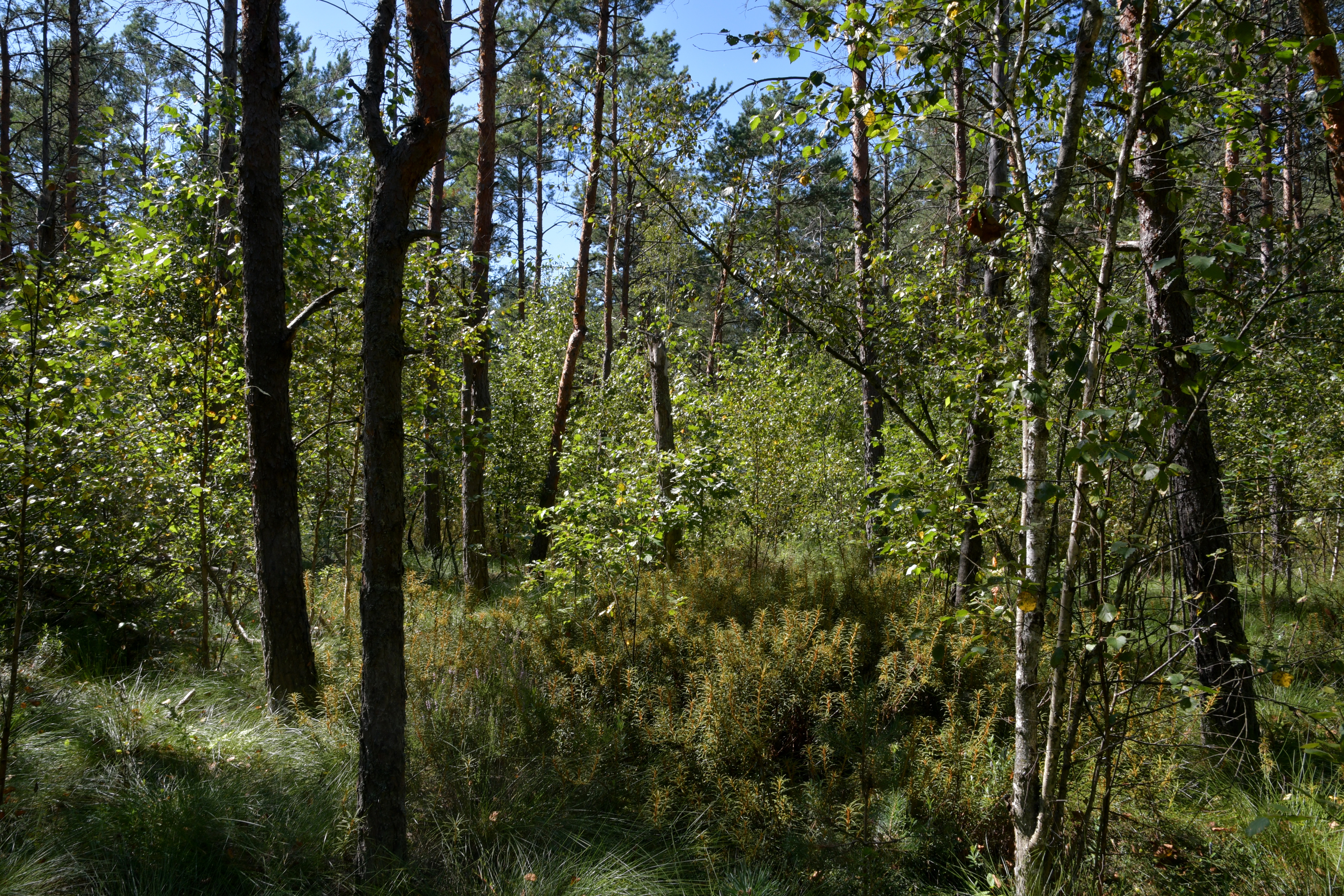
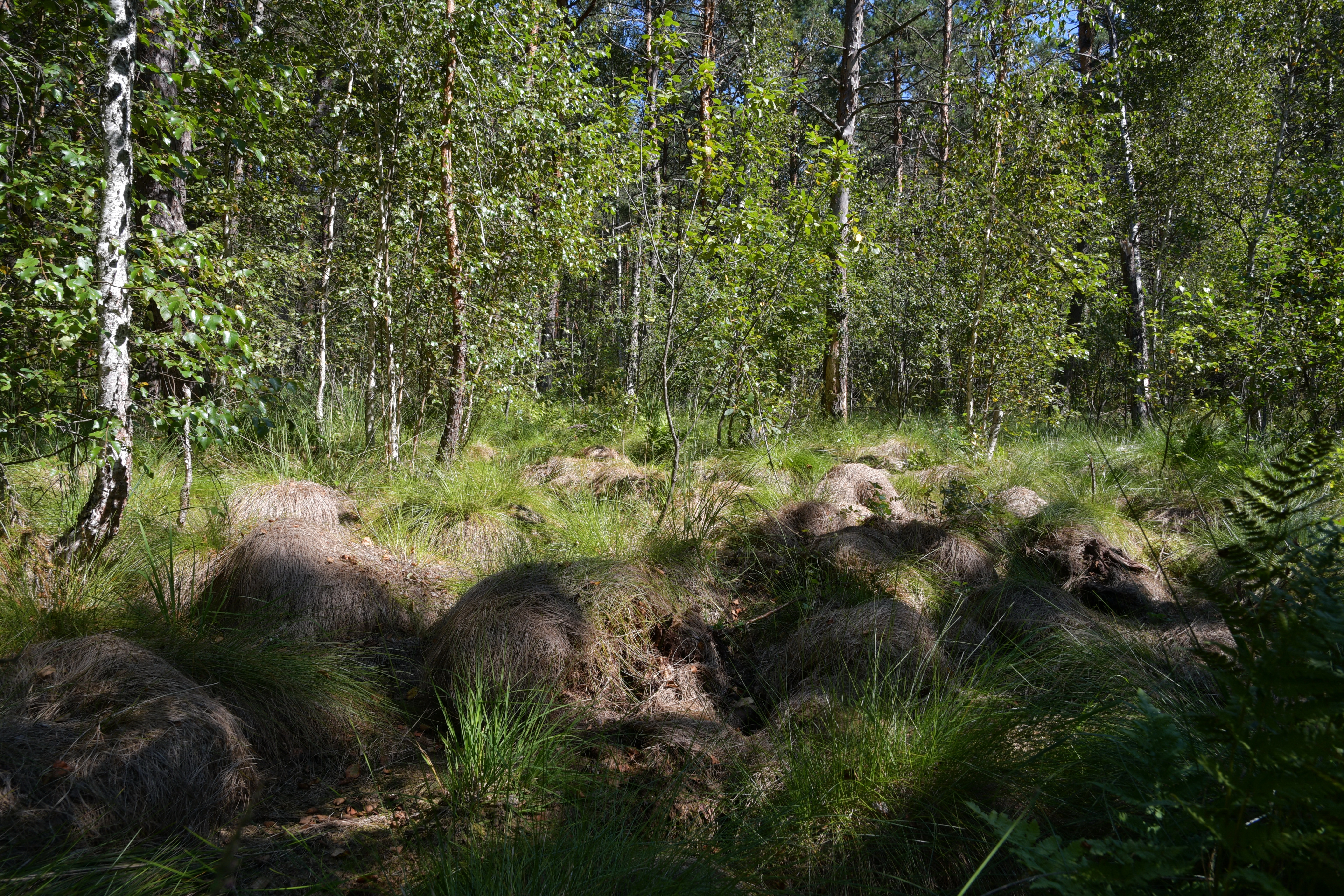
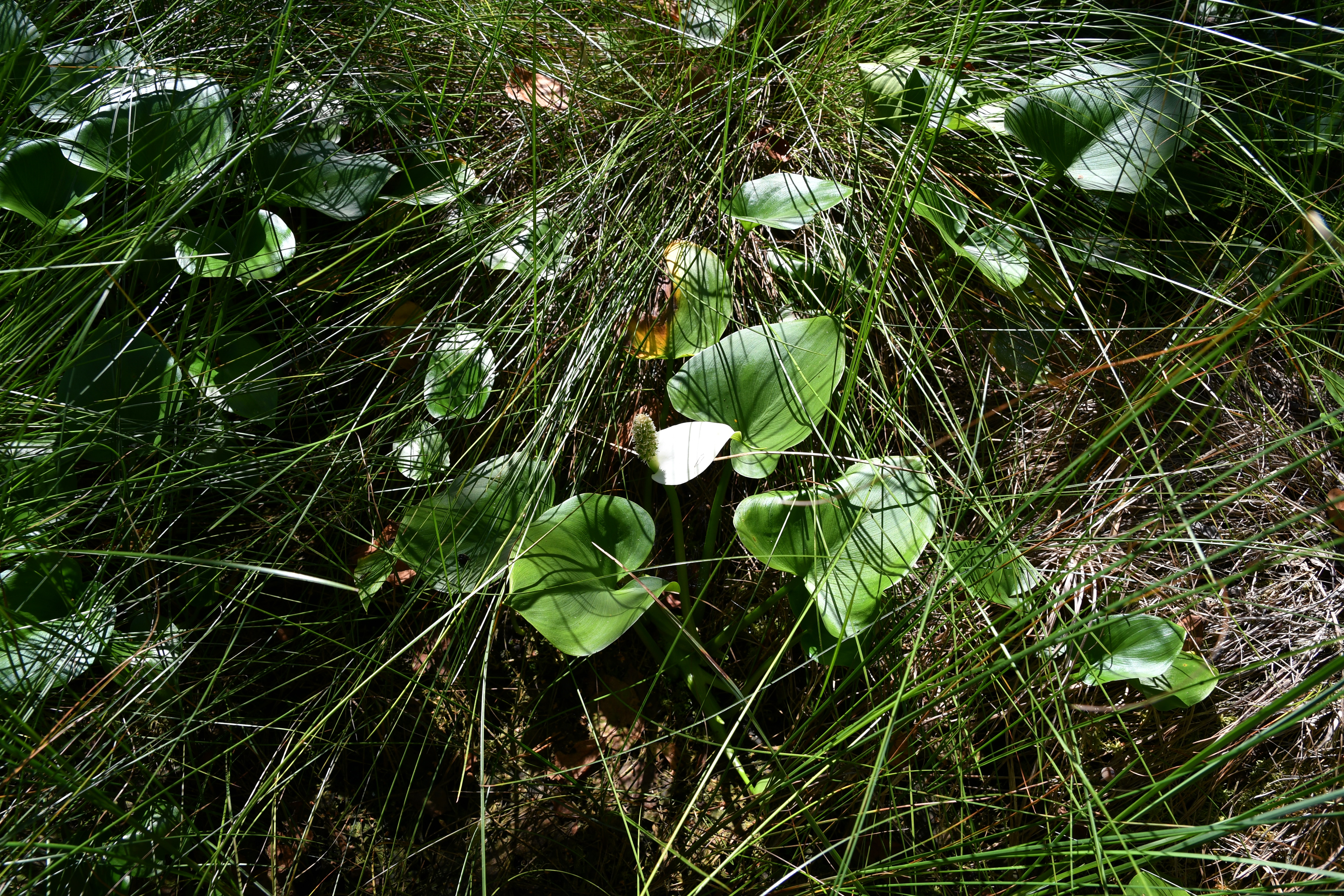